# The Continental: From the World of John Wick
The Continental: From the World of John Wick (ibland även benämnd som The Continental) är en amerikansk kriminal- och dramaserie vars första säsong hade premiär 22 september 2023 i USA på Peacock samt internationell på Amazon Prime Video. Första säsongen består av tre avsnitt. Serien är som är en föregångare till filmerna om John Wick skapad av Greg Coolidge, Shawn Simmons och Kirk Ward som även skrivit seriens manus. Ett av avsnitten är regisserat av den svensk-franska regissören Charlotte Brändström.

## Handling
Serien utspelar sig i en alternativ version av 1970-talet och kretsar kring bakgrundshistorien om hur Winston Scott blev ägare av hotellkedjan The Continental i New York.

## Rollista i urval
- Colin Woodell - Winston Scott
- Mel Gibson - Cormac
- Hubert Point-Du Jour - Miles
- Jessica Allain - Lou
- Mishel Prada - KD
- Nhung Kate - Yen
- Ben Robson - Frankie
- Peter Greene - Uncle Charlie
- Ayomide Adegun - Charon
- Jeremy Bobb - Mayhew
- Katie McGrath - The Adjudicator
- Ray McKinnon - Jenkins
- Adam Shapiro - Lemmy
- Mark Musashi - Hansel
- Marina Mazepa - Gretel